# Зуни (индейская резервация)
Зуни (англ. Zuni Indian Reservation) — индейская резервация, также известная как Пуэбло зуни, расположенная на Юго-Западе США. Место проживания индейского народа зуни по договору с правительством Соединённых Штатов.

## История
На территории резервации расположены руины Хавикку, древнего поселения зуни времён до испанской колонизации.

## География
Резервация большей частью расположена на территории штата Нью-Мексико, в 240 км к западу от Альбукерке, небольшие анклавы находятся в штате Аризона, в округе Апачи. Самый большой город в резервации — Зуни-Пуэбло, который является резиденцией правительства племени. Кроме него, в резервации находятся города Блэк-Рок и Пескадо, а также кампус филиала Университета Нью-Мексико.
Общая площадь резервации, включая трастовые земли (167,265 км²), составляет 1 875,402 км², из них 1 873,421 км² приходится на сушу и 1,981 км² — на воду.

## Демография
По переписи населения 2010 года в резервации проживало 7 891 человек.
Согласно федеральной переписи населения 2020 года в резервации проживал 7 461 человек, насчитывалось 1 851 домашнее хозяйство и 2 102 жилых дома. Средний доход на одно домашнее хозяйство в индейской резервации составлял 43 125 долларов США. Около 30,4 % всего населения находились за чертой бедности, в том числе 39,4 % тех, кому ещё не исполнилось 18 лет, и 21 % старше 65 лет.
Расовый состав распределился следующим образом: белые — 116 чел., афроамериканцы — 7 чел., коренные американцы (индейцы США) — 7 136 чел., азиаты — 77 чел., океанийцы — 1 чел., представители других рас — 20 чел., представители двух или более рас — 104 человека; испаноязычные или латиноамериканцы любой расы составили 163 человека. Плотность населения составляла 3,98 чел./км².